# Madeline Manning
Madeline Manning-Jackson (ur. 11 lutego 1948 w Cleveland) – amerykańska lekkoatletka, specjalizująca się w biegach średniodystansowych, trzykrotna uczestniczka igrzysk olimpijskich w latach 1968, 1972 i 1976, dwukrotna medalistka olimpijska: złota (Meksyk 1968 – w biegu na 800 metrów) oraz srebrna (Monachium 1972 – w sztafecie 4 × 400 metrów).

## Finały olimpijskie
- 1968 – Meksyk, bieg na 800 metrów – złoty medal
- 1972 – Monachium, sztafeta 4 × 400 metrów – srebrny medal

## Inne osiągnięcia
- dziesięciokrotna mistrzyni Stanów Zjednoczonych (w latach 1967–1980, na różnych dystansach)
- wielokrotna rekordzistka kraju[1]
- 1967 – Winnipeg, igrzyska panamerykańskie – złoty medal w biegu na 800 m
- 1967 – Tokio, uniwersjada – złoty medal w biegu na 800 m

## Rekordy życiowe
- bieg na 400 metrów – 52,2 (1972)
- bieg na 800 metrów – 1:57,90 (1976)
- bieg na 1500 metrów – 4:14,04 (1980)
- bieg na milę – 4:54,4 (1975)